# Приморсько-Горанська жупанія
Примо́рсько-Го́ранська жупа́нія (хорв. Primorsko-goranska županija) — округ на заході Хорватії. Місцеперебування окружної адміністрації — Рієка.

## Географія

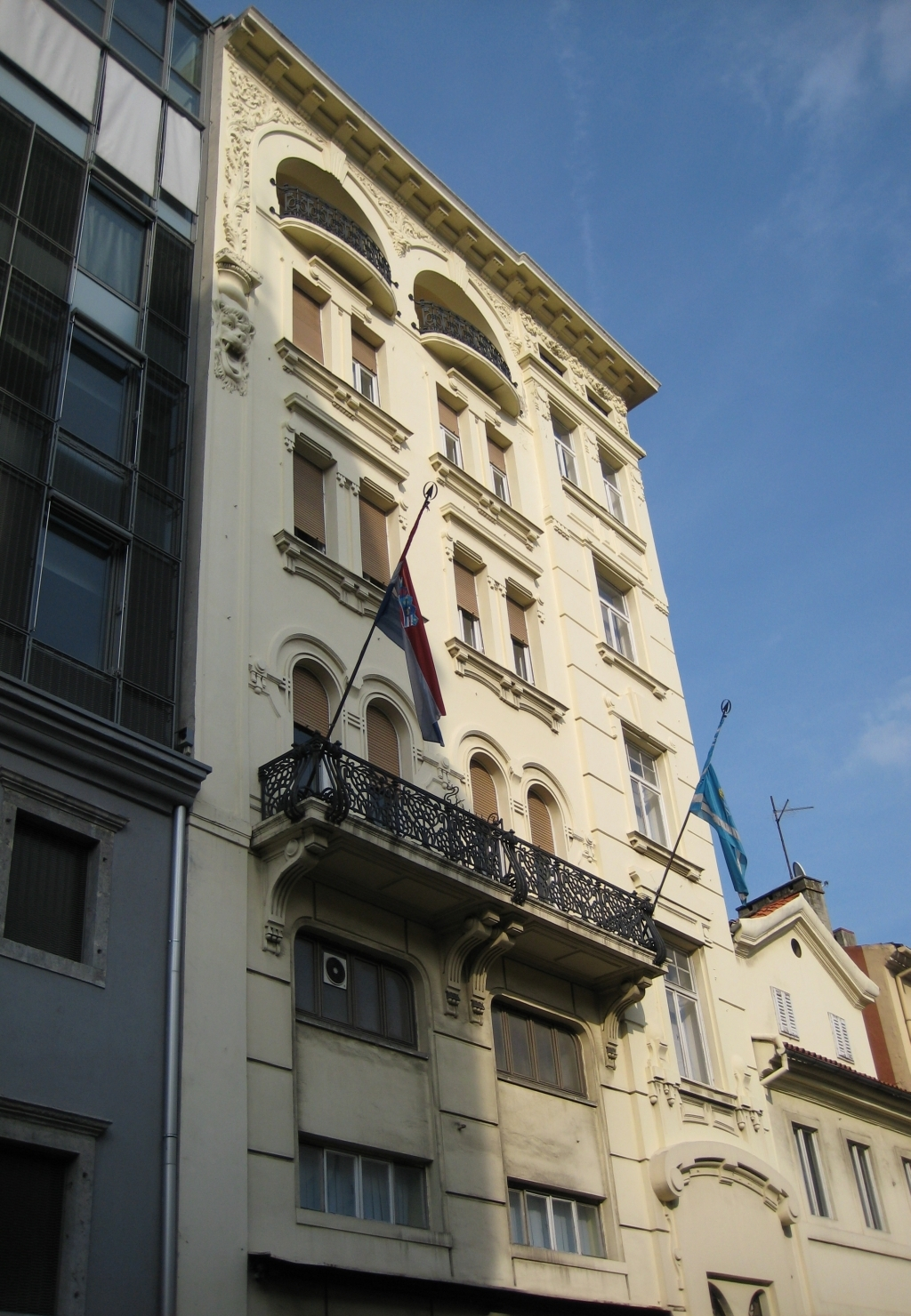
Будинок окружної влади в Рієці

Приморсько-Горанська жупанія охоплює землі, прилеглі до третього за величиною хорватського міста Рієка, північно-східну частину півострова Істрія, затоку Кварнер з островами Крк, Црес, Лошинь і Раб, адріатичне узбережжя Центральної Хорватії (т. зв. Хорватське Примор'я, хорв. Hrvatsko primorje — звідки перша частина назви жупанії) та гірський край Горський Котар (хорв. Gorski kotar), що дав другу частину назви. У межах цього гірського регіону розташований Національний парк Рісняк. На заході межує з Істрійською жупанією, на сході з Карловацькою та Ліцько-Сенською.
Суходільна площа жупанії становить 3582 км². До складу жупанії входить 14 міст, 21 громада та 536 населених пунктів. Протяжність морського узбережжя жупанії 1065 м. Найвища точка — вершина Б'єлоласіца-Кула (1534 м), найвищий населений пункт Бегово Раздолє розташовано на висоті 1060 м.

## Демографія
За даними перепису 2001 року, на території жупанії проживало 305 505 людей. Населення округу в 2005 р. налічувало вже 323 214 особи. При цьому станом на 2001 рік абсолютну більшість населення становили хорвати (84,59 % всього населення).
| нація      | чисельність | відсоток |
| ---------- | ----------- | -------- |
| хорвати    | 258 438     | 84,59 %  |
| серби      | 15 005      | 4,91 %   |
| італійці   | 3 539       | 1,16 %   |
| боснійці   | 3 021       | 0,99 %   |
| словенці   | 2 883       | 0,94 %   |
| албанці    | 2 063       | 0,68 %   |
| чорногорці | 643         | 0,21 %   |
| цигани     | 589         | 0,19 %   |
| угорці     | 516         | 0,17 %   |
| македонці  | 489         | 0,16 %   |
| без даних  | 11 914      | 3,90 %   |

## Адміністративний поділ
Жупанію поділено на 14 міст і 21 громаду.
Міста:
| - Рієка, столиця жупанії - Бакар - Црес - Цриквениця - Чабар | - Делниці - Кастав - Кралєвиця - Крк - Малий Лошинь | - Новий Винодольський - Опатія - Раб - Врбовско |

Громади:
| - Башка - Брод-Моравиці - Чавле - Добринь - Фужине - Єленє - Клана - Кострена | - Локве - Лопар - Ловран - Малинська-Дубашниця — Малинська, столиця громади - Матулі - Мощеницька Драга - Мркопаль - Омишаль | - Пунат - Равна Гора - Скрад - Винодольська — Брибир, осідок громади - Вишково - Врбник |